# La Noce de Pierres
La Noce de Pierres (bretonisch An Eured Veign – deutsch Hochzeit der Steine) ist ein als Monument historique geschütztes Alignement bei Brasparts im Département Finistère in der Bretagne in Frankreich.

## Erscheinung und Entstehungslegende
Auf dem Hochmoor im Südwesten des Réservoir de Saint-Michel, in der Senke unterhalb der Monts d’Arrée, stehen insgesamt mehr als 77 weiße Menhire; 20 in einer gebogenen Reihe, die übrigen verstreut und teilweise verstürzt. Am östlichen Ende der Reihe sind die Steine bis zu 1,8 Meter hoch. Das westliche Ende der Reihe scheint im Unterholz zu verschwinden.
Die Legende spricht von Nachtschwärmern einer Hochzeitsgesellschaft auf dem Lande, die nicht aufhörten zu tanzen, als ein Priester vorbeikam, der an das Bett eines Sterbenden gerufen wurde. Deshalb wurden sie in Steine verwandelt.